# SS Juve Stabia
Società Sportiva Juve Stabia is een Italiaanse voetbalclub uit de plaats Castellammare di Stabia. De club werd opgericht in 1907, maar werd een aantal keer in de geschiedenis opnieuw opgericht. Dit gebeurde voor de laatste keer in 2003.

## Geschiedenis
De club S.S. Juve Stabia werd officieel opgericht op 19 maart 1907 onder de naam Stabia Sporting Club. Aanvankelijk was het een sportclub, die deed aan schermen, hardlopen, wielrennen, zwemmen en roeien.
In het jaar 1911 begon de club ook te voetballen. De eerste wedstrijd vond plaats op 12 februari 1911 en was tegen een club uit Torre Annunziata. Stabia won deze eerste officiële wedstrijd met 3-0. In 1914 behaalde de club het beste resultaat tot dan toe. Ze speelden met 0-0 gelijk tegen het veel grotere S.S.C. Napoli. Rond dezelfde tijd speelde Stabia Sporting Club ook een oefenwedstrijd tegen de bemanning van een Engels schip. De Engelsen wonnen met 11-1.
In 1916 ging de club voor het eerst competitievoetbal spelen. Ze begonnen in de Terza Category (heet nu Serie C) en haalden direct de halve finale, waarin ze verloren van rivaal Savoia (5-1). De seizoenen erna werden afgelast vanwege de Eerste Wereldoorlog. Na de oorlog werd de club in 1919 opnieuw opgericht door Vincenzo Bonifacio. De eerste wedstrijd nadat de club opnieuw was opgericht was tegen een team van Engelse zeelui, die zichzelf War Lion noemden. Stabia won de wedstrijd met 6-0.
In augustus 1919 werd een nieuwe club opgericht in Castellammare di Stabia. Deze club (Sport Club War) ging een jaar later, in 1920 samen met Stabia Sporting Club.
De club kwam nu in Confederazione Calcistica Italiana te spelen. Dit was een competitie waarin Stabia veel wedstrijden speelde tegen topclubs uit de regio. In het seizoen 1921/22 eindigde de club als zesde terwijl er zeven clubs meespeelden. Een jaar later deden ze weer mee. Er waren inmiddels nog vijf ploegen over en Stabia eindigde als derde, achter Savoia en Internaples.
Hierna ging het steeds slechter met de club. Stabia degradeerde eerst naar het tweede en later zelfs naar het derde niveau. Ook dreigde er nog degradatie naar de amateurs.
In 1936/37 had de club opeens weer een goed seizoen. Ze bleven het hele seizoen ongeslagen en wonnen de Prima Divisione, de Coppa di Natale en de Direttorio Regionale.
Anno 2024 speelt bij in het eerste elftal van Juve Stabia de verdediger Romano Fiorani Mussolini (2003), achterkleinzoon van de in 1945 geëxecuteerde fascistische leider Benito Mussolini.

## Erelijst
- Serie C

1950/51
- Serie C2

1992/93
- Serie D

Gepromoveerd in 1971/72, 1978/79, 1990/91, 2003/04
- Coppa Italia Serie D

2003/04

## Eindklasseringen
| Seizoen | Competitie                          | Niveau | Eindstand | Coppa Italia | Opmerking                  |
| ------- | ----------------------------------- | ------ | --------- | ------------ | -------------------------- |
| 2000/01 | Serie C2 Girone C                   | IV     | 11        | --           |                            |
| 2001/02 | niet deelgenomen                    |        |           |              |                            |
| 2002/03 | Serie D Girone I                    | V      | 9         | --           |                            |
| 2003/04 | Serie D Girone G                    | V      | 1         | --           |                            |
| 2004/05 | Serie C2 Girone C                   | IV     | 2         | --           |                            |
| 2005/06 | Serie C1 Girone B                   | III    | 17        | 1e ronde     |                            |
| 2006/07 | Serie C1 Girone B                   | III    | 8         | --           |                            |
| 2007/08 | Serie C1 Girone B                   | III    | 15        | --           |                            |
| 2008/09 | Lega Pro Prima Divisione Girone B   | III    | 17        | --           |                            |
| 2009/10 | Lega Pro Seconda Divisione Girone C | IV     | 1         | --           |                            |
| 2010/11 | Lega Pro Prima Divisione Girone B   | III    | 5         | 1e ronde     |                            |
| 2011/12 | Serie B                             | II     | 9         | 2e ronde     |                            |
| 2012/13 | Serie B                             | II     | 16        | 4e ronde     |                            |
| 2013/14 | Serie B                             | II     | 22        | 3e ronde     |                            |
| 2014/15 | Lega Pro Girone C                   | III    | 4         | 2e ronde     | voorronde promotieserie    |
| 2015/16 | Lega Pro Girone C                   | III    | 10        | 3e ronde     |                            |
| 2016/17 | Lega Pro Girone C                   | III    | 4         | 2e ronde     | finale promotieserie       |
| 2017/18 | Serie C Girone C                    | III    | 17        | 2e ronde     | 3e ronde play-outs         |
| 2018/19 | Serie C Girone C                    | III    | 1         | 2e ronde     |                            |
| 2019/20 | Serie B                             | II     | 19        | 2e ronde     |                            |
| 2020/21 | Serie C Girone C                    | III    | 5         | 2e ronde     | 2e ronde promotieserie     |
| 2021/22 | Serie C Girone C                    | III    | 11        | --           |                            |
| 2022/23 | Serie C Girone C                    | III    | 10        | --           | 1e ronde promotieserie     |
| 2023/24 | Serie C Girone C                    | III    | 1         | --           |                            |
| 2024/25 | Serie B                             | II     | 5         | voorronde    | halve finale promotieserie |
| 2025/26 | Serie B                             | II     | .         | 1e ronde     |                            |

## Bekende (ex-)spelers
- Laurențiu Brănescu
- Tomas Danilevičius
- Virgilio Levratto
- Danilo D'Ambrosio
- Leonardo Pavoletti
- Christian Santos

Avellino .
Bari ·
Carrarese ·
Catanzaro ·
Cesena ·
Empoli .
Frosinone ·
Juve Stabia ·
Mantova ·
Modena ·
Monza .
Padova .
Palermo ·
Pescara .
Reggiana ·
Sampdoria · 
Spezia · 
Südtirol .
Venezia .
Virtus Entella